# Товстодзьобка целебеська
Товстодзьобка целебеська (Hylocitrea bonensis) — вид горобцеподібних птахів монотипової родини Hylocitreidae.

## Таксономія
Традиційно вид відносили до родини свистунових (Pachycephalidae). У 2015 році, на основі генетичних досліджень, запропоновано виокремити його у власну монотипову родину Hylocitreidae.

## Поширення
Ендемік індонезійського острова Сулавесі. Живе у гірських лісах.

## Опис
Дрібний птах, завдовжки 14-15 см. Це птахи з міцною, але стрункою зовнішністю, з округлою головою, тонким дзьобом з помітно вигнутим донизу кінчиком, загостреними крилами і хвостом з квадратним кінчиком. Оперення оливково-коричневе, на спині, крилах і хвості переходить у темно-коричневе. На череві оперення з жовтуватим відтінком. Дзьоб чорний, ноги темно-сірі, очі червонувато-коричневого кольору.

## Спосіб життя
Живе у гірських дощових лісах. Трапляється поодинці або парами. Живиться ягодами та комахами.

## Підвиди
- H. b. bonensis (Meyer, AB & Wiglesworth, 1894);
- H. b. bonthaina (Meyer, AB & Wiglesworth, 1896)